# オートチューン
オートチューン (Auto-Tune) は、アメリカ合衆国のアンタレス・オーディオ・テクノロジーズ (Antares Audio Technologies) 社が開発・販売する、楽器・ボーカル用音程補正用ソフトウェアである。使用の際に「iLok」と呼ばれるUSBキーを必要とする。

## 概要
オートチューンは音楽用ソフトウェアのプラグインとして動作し、音程の不安定な歌声・楽器の音声をデジタル信号処理によって補正する。言い換えれば音程を外した音痴な歌声でも一音ずつ補正していけば上手い歌声へと作り変えることができるということであり、このことを揶揄して「禁断のプラグイン」というあだ名が存在する。
この設定を極端にすると「ケロケロボイス」や「ケロールサウンド」などと呼ばれる著しく平坦な音程や独特の音程変化といったエフェクトが得られる。そのため、2005年のT-ペインのヒットなどを皮切りに、音程補正ソフトというより一種のエフェクターとして脚光をあびるようになった。なお、そのようなオートチューンの効果は、ヴォコーダーやトーキング・モジュレーター（トークボックス）による効果にも似ているが、原理はそれぞれ異なる。詳細は各項を参照のこと。
Celemony社のMelodyne、ヤマハのPitch Fixなどを代表に、様々な音程補正ソフトが開発・発売されているが、オートチューンが一番早く発売された事と、T-ペインの発言などで幅広く名前が知られるようになった事から、「オートチューン」は音程補正ソフトの代名詞になっている。
2025年現在では、リアルタイム補正が十分に実用的となったため、国内外で多くのアーティストがライブ等で使用している。ただし、その機材は高価で、専任のオペレーターが必要なため敷居は高い。

## 歴史
1996年、技師として石油会社のエクソンモービルで働いていたアンディ・ヒルデブランド(Andy Hildebrand)は、地震データ解析用ソフトが音程の補正にも使えることを偶然発見する。翌1997年にアンタレス社はこの技術を製品化、「オートチューン」と命名し発売した。1998年には、シェールが自身の楽曲「Believe」において本来の音程補正目的ではなく、ロボットボイスを生むエフェクターとしてこのソフトを使用。同楽曲がヒットしたことによって、オートチューンは一躍有名になった。
2000年になると、ダフトパンクのヒット曲「ワン・モア・タイム」のボーカルにも使用され、エレクトロニカ界隈での利用が活発化された。これにより、オートチューンを用いて製作された楽曲に対してはフィルターハウスという新たなジャンルが生まれ、以降はそう呼ばれるようになる。
2005年、同年にデビューしたT-ペインが自身の大半の楽曲にオートチューンを使用し、「I'm Sprung」などのヒット曲を生み出していったことをきっかけに、オートチューンは再度注目されるようになる。このヒットを受け、ヒップホップ音楽やダンスホールレゲエにおいてオートチューンの使用が流行し、ヒップホップではカニエ・ウェスト、リル・ウェイン、エイコンらが、ダンスホールレゲエにおいてはデマルコ、セラーニ、ムンガらがオートチューンを取り入れた曲を次々と発表した。中でも2009年にブラック・アイド・ピーズが発表した『The End』はシングルカットされた2曲で、同一アーティストによる26週連続No.1というBillboard Hot 100新記録となる大ヒットとなった。
2007年には、中田ヤスタカがサウンド・プロデュースしているテクノポップユニットPerfumeが、全編にわたってオートチューンを使用した「ポリリズム」をヒットさせた事で、オートチューンは日本でも広く注目を浴びることとなった。
2008年には、アメリカのコミックバンドであるグレゴリー・ブラザーズが、ニュース番組に出演している政治家やニュースキャスターの発言にオートチューンを掛け、彼らが歌やラップを歌っているように加工を施した楽曲「Auto-Tune The News」シリーズを発表したり、メタルコアのアタック・アタック!がオートチューンを導入した「Someday Came Suddenly」をヒットさせるなど、より幅広いジャンルでオートチューンが用いられるようになった。
2009年にも、アメリカの歌手ケシャがオートチューンを使用した楽曲「Tik Tok」でビルボードチャート10週連続1位を記録するなど、オートチューンは比較的ポピュラーなエフェクターとして使用され続けている。

## 使用例
合成音声の歌声をより自然に聞こえさせる目的で用いられることもある。

## 批判
簡単に音程を補正して完璧な音高を作り出し、画一的なサウンドを生み出すオートチューンなどの音声補正ソフトの使用には批判的な意見も存在する。日本の音楽家菊地成孔は音程補正の流行を批判して「現代に於ける『音痴』は『生声で音程をちゃんと取れない』という原義よりも抽象化され、『音程修正を施しているのが解ってしまう』こと。の方に移っています」と証言している。また、カントリー歌手のロレッタ・リンやガース・ブルックス、レゲエ・ディージェイのニンジャマン、MCの般若らはオートチューンに否定的な見解を表明し使用を拒否している。
さらにロックバンドのデス・キャブ・フォー・キューティーは、第51回グラミー賞授賞式の壇上でオートチューン使用に抗議するスピーチをし、ジェイ・Zは2009年に「オートチューンの死」という意味の楽曲「D.O.A. (Death of Autotune)」をシングルとして発表し、アルバム『The Blueprint 3』に収録予定だったオートチューンを使用した楽曲を収録しない決定とするなど、より明確にアンチ・オートチューンの姿勢を見せるミュージシャンもいる。